# Condado de Yellow Medicine
O Condado de Yellow Medicine é um dos 87 condados do estado americano de Minnesota. A sede do condado é Granite Falls, e sua maior cidade é Granite Falls. O condado possui uma área de 1 977 km² (dos quais 14 km² estão cobertos por água), uma população de 11 080 habitantes, e uma densidade populacional de 6 hab/km² (segundo o censo nacional de 2000). O condado foi fundado em 1871.